# Matteo Restivo
Pour les articles homonymes, voir Restivo.
Matteo Restivo (né le 4 novembre 1994 à Udine) est un nageur italien.
Il remporte la médaille de bronze du 200 m dos lors des Championnats d’Europe 2018, obtenant sa première médaille internationale et battant son précédent record d’Italie.